# نجم ثابت

حسب تسميات العرب القدماء، فإن الكوكب الثابت (أو النجم الثابت) هو جرم سماوي يظهر ثابتا في مكانه على الكرة السماوية بصرف النظر عن حركته اليومية الظاهرية أثناء دوران الأرض حول نفسها، وذلك بخلاف الكواكب السيارة (الكواكب). فقد كان العرب القدماء يُطلقون على كل النقاط اللامعة في السماء «الكواكب»، وسموا الثابتة منها (والتي تُسمى اليوم النجوم) بـ«الكواكب الثابتة»، بينما سموا المُتحركة منها (والتي تُسمى اليوم الكواكب) بـ«الكواكب السيارة». وفي الحقيقة، يتغير مكان النجوم الثوابت أيضا على الكرة السماوية بالنسبة لبعضها ولكن ببطئ، الأمر الذي يتضح عند رصدها لفترة طويلة. ويرى علماء الفلك الحديثون الفرق بين الكواكب الثابتة (النجوم) والكواكب السيارة (الكواكب) في التركيب الطيفي لكل منها. فبينما تنتج من النجوم (الكواكب الثابتة) طاقة ذاتية تنبعث من داخلها وتشعها إلى الخارج (نتيجة الاندماج النووي لذرات الهيدروجين)، نجد أن الكواكب (الكواكب السيارة) تعكس الضوء الذي يصلها من الشمس، والتي هي بالطبع نجم (كوكب ثابت). وعلى هذا، فإن النجوم (الكواكب الثابتة) أجرام سماوية ذات إشعاع ذاتي وتجري بسرعة عالية في الفضاء حول مركز المجرة، ويستخدم هذه الأيام مصطلح نجم بدلاً من مصطلح كوكب ثابت.